# Maha Chelly
Maha Chelly (Nabeul, 1º ottobre 1982) è un'ex cestista tunisina.

## Carriera
Con la Tunisia ha disputato i Campionati mondiali del 2002.